# Chaetopteryx clara
Chaetopteryx clara är en nattsländeart som beskrevs av Mclachlan 1876. Chaetopteryx clara ingår i släktet Chaetopteryx och familjen husmasknattsländor. Inga underarter finns listade i Catalogue of Life.